# Bloco da Vaca
O Bloco da vaca é o mais tradicional bloco de carnaval do município de Artur Nogueira, interior de São Paulo.

## História

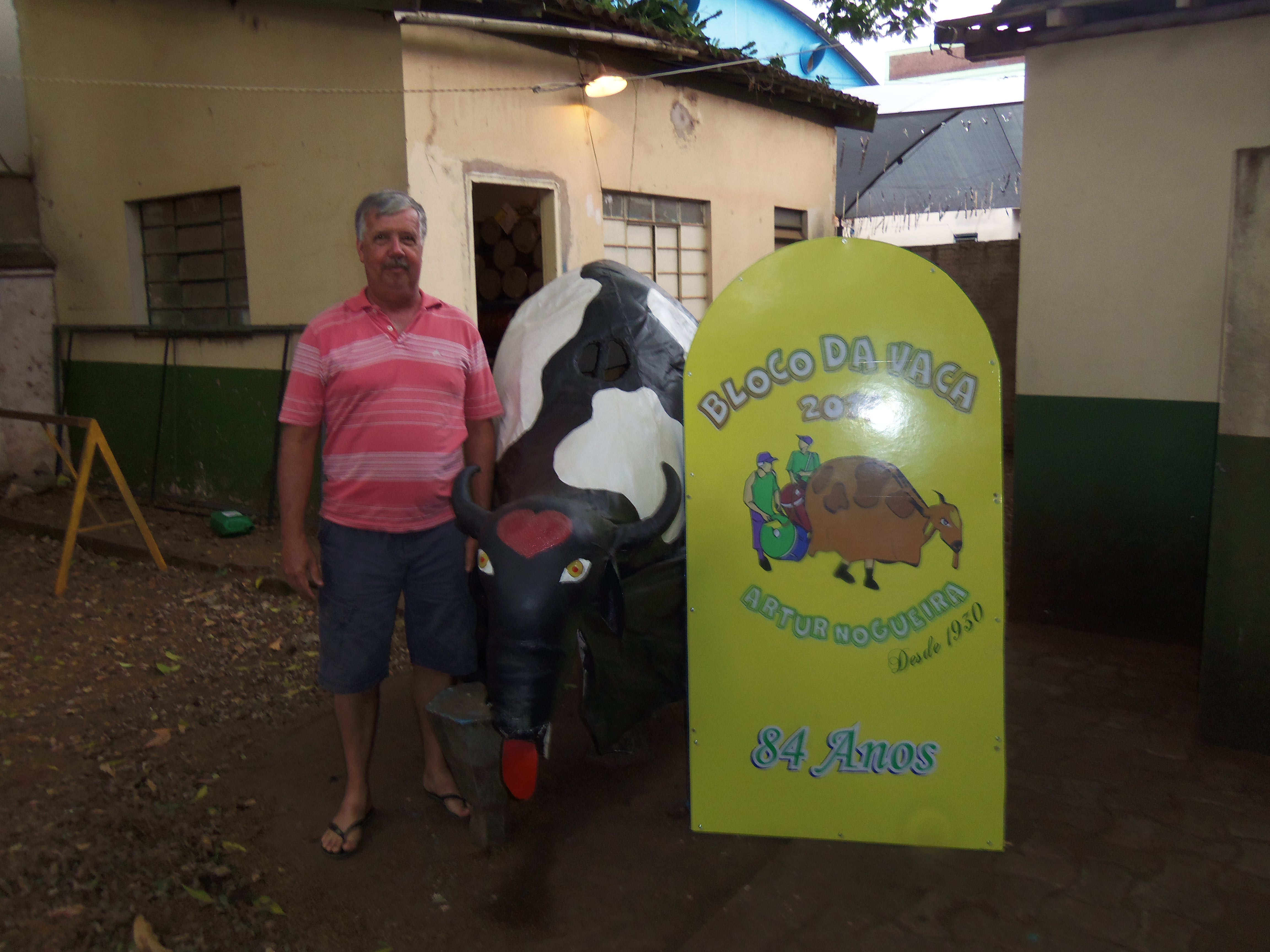
Eduardo Pietrobom (Duda) e a vaca

O bloco foi criado por volta do ano de 1930 por famílias tradicionais do município, Montoya e Duzzi, que trouxeram a brincadeira inspirada nas touradas espanholas. Nesse época os homens se fantasiavam de mulher e saiam no bloco levando chifradas da vaca.
Hoje em dia, não somente os homens, mas todas as pessoas participam do bloco. Tradicionalmente o bloco desfila pela Avenida Dr. Fernando Arens, aos domingos e Terças-feiras de carnaval, atraindo um publico de aproximadamente 120 mil pessoas nos dois dias de folia. O bloco é acompanhado por uma bateria composta por cerca de 100 integrantes que entoa a música oficial do bloco, "Samba", popularmente conhecido como o "batuque da vaca". Em 2012, o Bloco da Vaca através de um projeto do então vereador Leandro de Queiroz, foi tombado como patrimônio histórico imaterial de Artur Nogueira. Além do carnaval a vaca também se apresenta em outros eventos do município, e escolas em dias de apresentações culturais e também como parte da história do município.

## Construção da Vaca
A confecção da vaca começa cerca de dois meses antes do carnaval. Ela é confeccionada por cipó, amarrado com arame e borracha, revestidos de pano. Para a cabeça utiliza-se uma carcaça de verdade, que é encoberta de espumas, encapada e pintada.Além da vaca é construído um boi que é como se fosse o carro abre-alas do bloco. O boi mede 4 metros de altura e 6 metros de comprimento.

## Os filhos da vaca

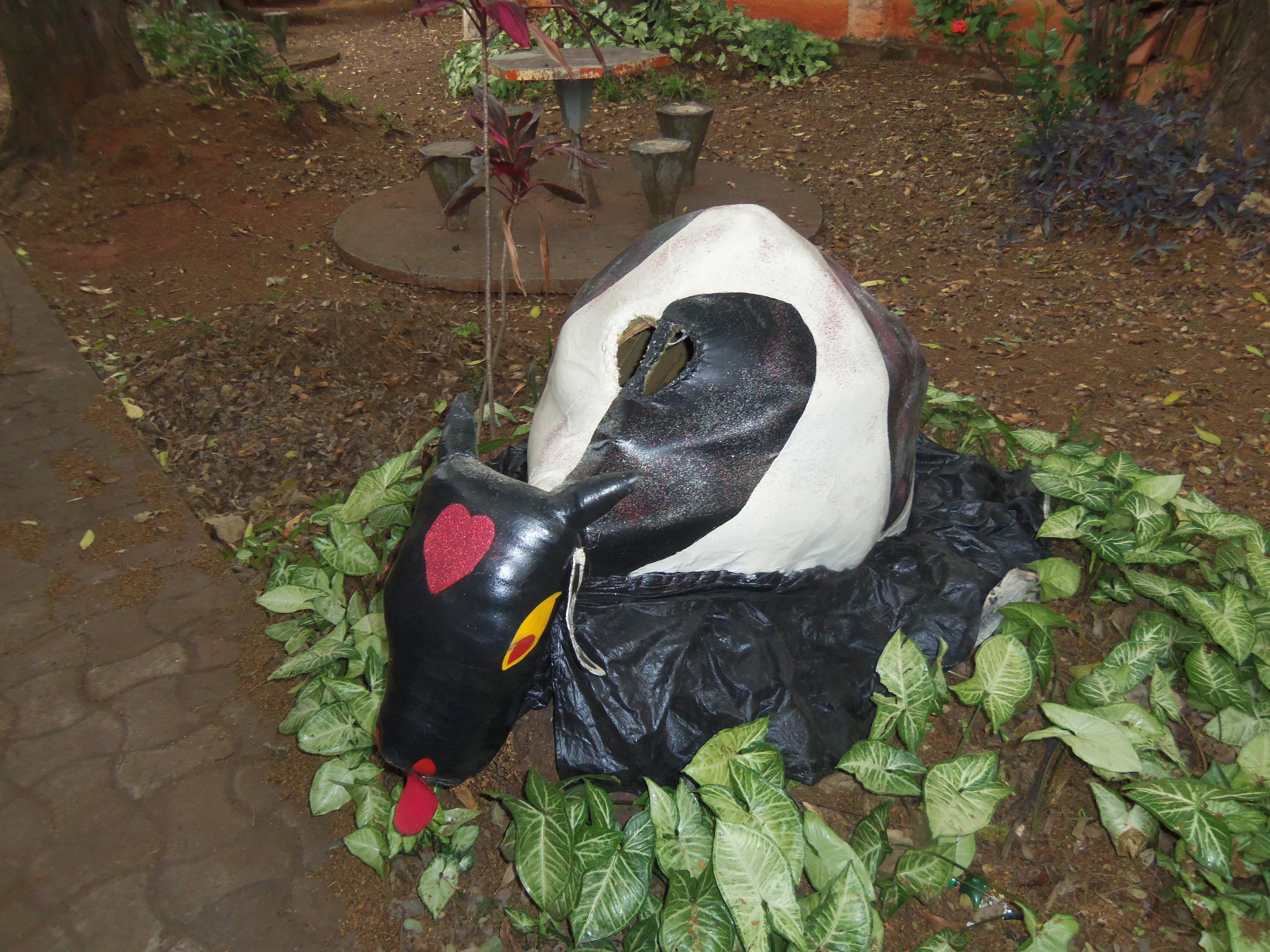
Vaquinha utilizada para o bloco infantil "Os filhos da vaca".

Além dos dois dias de desfile do bloco da vaca, existe um dia dedicado as crianças, é o bloco infantil da vaca, conhecido como “Os filhos da Vaca”, onde de uma maneira mais tranquila, participam as crianças, que são acompanhadas pela bateria do Bloco da Vaca.Para esse dia, os organizadores constroem uma vaquinha, confeccionada em tamanho menor, para trazer a mesma animação dos adultos, para as crianças. É uma maneira de manter a tradição.

## Curta-Metragem "A vaca"
Em 2.008, o nogueirense Marcelo Menezes participou do Festival de Cinema de Paulínia, com o curta-metragem “A vaca”, que conta a história do bloco e faturou os prêmios de Melhor Filme, Melhor Diretor, Melhor Roteiro e Melhor Curta Regional. 